# حمولة صافية (شحن جوي)

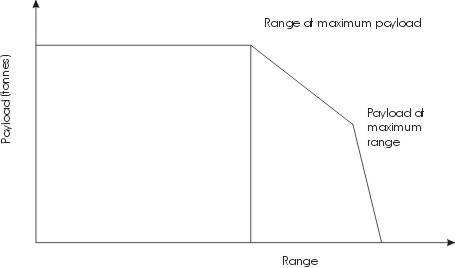

الحمولة الصافية (بالإنجليزية: Payload)‏ هي قدرة الحمل الصافي للطائرة أو صاروخ حامل، وتقاس بالوزن عادة. ويختلف وصفها حسب طبيعة الطيران أو المهمة، وقد تشمل البضائع والمسافرين والطاقم والذخيرة والأدوات العلمية وغيرها من الأدوات، ويعتبر الوقود الاحتياطي إن كان اختياريًا ضمن الحمولة الصافية، أما في السياق التجاري مثل النقل الجوي فقد يشير المصطلح إلى البضاعة المنقولة التي تولد ربحًا أو المسافرين الذين يدفعون أجورًا.